# アリエル・ターナー
アリエル・ターナー（Ariel Turner、1991年8月1日 - ）は、アメリカ合衆国の元女子バレーボール選手。元アメリカ合衆国代表。

## 来歴
1991年、アメリカ合衆国のコロラド州Highlands Ranch出身。2008年にパデュー大学に進学した。2013年にメキシコで開催された第1回世界U23女子バレーボール選手権に出場し、4位となった。同年にフランスリーグのVolley-Ball Nantesに移籍し、2シーズン活躍した。2015年にドイツ・ブンデスリーガのシュヴェリーンSCに移籍した。2017年に現役引退。

## 球歴
- 2013年 第1回世界U23女子バレーボール選手権 4位

## 所属クラブ
- パデュー大学
- Volley-Ball Nantes
- シュヴェリーンSC